# Isabel de Francia (santa)
Beata Isabel de Francia (París, marzo de 1225 – 23 de febrero de 1270) era hija del rey Luis VIII de Francia y Blanca de Castilla, hermana menor de Luis IX de Francia (san Luis) y de Alfonso de Tolosa, y hermana mayor de Carlos I de Sicilia. En 1256 fundó la franciscana abadía de Longchamp en la parte del bosque de Rouvray, hoy llamado el bois de Boulogne, al oeste de París.
Cuando aún era una niña en la corte Isabel estaba ya dedicada a la religión. Por la bula de 26 de mayo de 1254, el papa Inocencio IV le permitió conservar algunos padres franciscanos como sus confesores especiales. Ella estuvo incluso más dedicada a la orden franciscana que su hermano real. No solo rompió su compromiso con un conde, sino que más allá de eso, rechazó la mano de Conrado IV de Alemania, hijo de Federico II, Sacro Emperador Romano, aunque se vio presionada para aceptarlo por todo el mundo, incluido Inocencio IV, quien sin embargo no dudó posteriormente en alabar su fijada determinación de permanecer virgen.
Isabel murió en su casa de Longchamp el 23 de febrero de 1270, y fue enterrada en la iglesia del convento. Tras nueve días su cuerpo fue exhumado, cuando no mostró signo alguno de pudrición.
El 11 de enero de 1521 el papa León X permitió a la abadía de Longchamp celebrar su fiesta con un oficio especial. El 4 de junio de 1637, tuvo lugar una segunda exhumación. El 25 de enero de 1688, las monjas de la segunda orden obtuvieron permiso para celebrar su fiesta con una octava, y en 1696 la celebración de la fiesta el 31 de agosto fue permitida para toda la orden franciscana. Su fiesta se celebra el 23 de febrero.